# The President's Last Bang
Pour plus de détails, voir Fiche technique et Distribution.
The President's Last Bang (hangeul : 그때 그사람들 ; RR : Geuddae geusaramdeul) est un film dramatique sud-coréen écrit et réalisé par Im Sang-soo, sorti en 2005.

## Synopsis
Séoul, en 1979. La dictature du président Park Chung-hee décline. Parvenu à la tête du pays grâce à un coup d'État en 1961, l'homme est mélancolique. Il trouve refuge dans la Maison Bleue où il passe des soirées à se distraire, entouré de proches collaborateurs et de jolies filles. Lors de l'une de ces soirées très privées, le Directeur Kim des services secrets coréens (la KCIA) qui fait partie des convives, décide sur un coup de sang d'assassiner le président.

## Fiche technique
- Titre : The President's Last Bang
- Titre original : 그때 그사람들 (Geuddae geusaramdeul)
- Réalisation : Im Sang-soo
- Scénario : Im Sang-soo
- Photographie : Kim Wu-hyeong
- Montage : Lee Eun-su
- Musique : Kim Hong-jib
- Production : Shim Jae-myeong et Shin Cheol
- Société de production : MK Picture
- Pays d'origine : Corée du Sud
- Langue originale : coréen
- Format : couleur - 2.35 : 1 - Dolby Digital - 35 mm
- Genre : drame
- Durée : 102 minutes
- Dates de sortie :
  -  Corée du Sud : 3 février 2005
  -  France : 12 mai 2005 (Festival de Cannes 2005), 5 octobre 2005 (sortie nationale)

## Distribution
- Han Suk-kyu : Joo, l'agent de la KCIA
- Baek Yoon-sik : Kim Jae-kyu, le directeur de la KCIA
- Song Jae-ho : le président Park Chung-hee
- Kim Eung-soo : colonel Min
- Jeong Won-joong : Cha Ji-cheol, chef de la sécurité du président
- Kwon Byeong-gil : Yang, le secrétaire du président
- Jo Sang-geon : Shim Sang-hyo

## Production
Le titre du film en coréen signifie Les gens de cette époque, il fait référence à une célèbre chanson coréenne du même nom. La chanteuse Sim Soo-bong (en) qui était présente cette nuit-là aurait chanté cette chanson durant la soirée. Dans le film, on la voit chanter des enkas.

## Accueil
Le film est présenté au Festival de Cannes 2005 dans la section La Quinzaine des réalisateurs. Le fils du défunt président Park Chung-hee, Park Ji-man, tente d'en interdire la sortie, prétextant qu'il ternit l'image de son père. La cour de justice ordonne que soient retirées quatre minutes d'images d'archives qui pourraient induire les spectateurs en erreur, leur laissant croire qu'il ne s'agissait pas d'un film de fiction. Le réalisateur décide alors de laisser quatre minutes d'écran noir à la place desdites images.
Après la présentation cannoise et cette sortie marquée par le scandale et la censure, une version "director's cut" est rétablie et exploitée en DVD,.